# Paciano Ross
Paciano Ross y Bosch (Sarriá, ca. 1851-Barcelona, 29 de abril de 1916) fue un dibujante, pintor e ilustrador carlista español.

## Biografía
Nacido en Sarriá cerca de 1851, fue director artístico de la revista de temática carlista militar El Estandarte Real (1889-1892), fundada por Francisco de Paula Oller, y de la revista católica ilustrada La Hormiga de Oro (1884-1936), fundada por Luis María de Llauder, dirigente de la Comunión Tradicionalista en Cataluña, de quien era gran amigo. También colaboró con sus dibujos en La Ilustración Española y Americana, La Ilustració Catalana y el Calendario del Ermitaño de los Pirineos entre otras.
Falleció en Barcelona el 29 de abril de 1916.

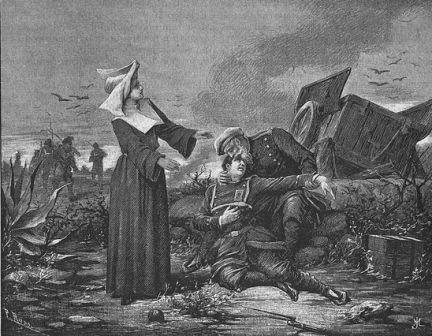
Un mártir por la Unidad Católica, de P. Ross (1889)
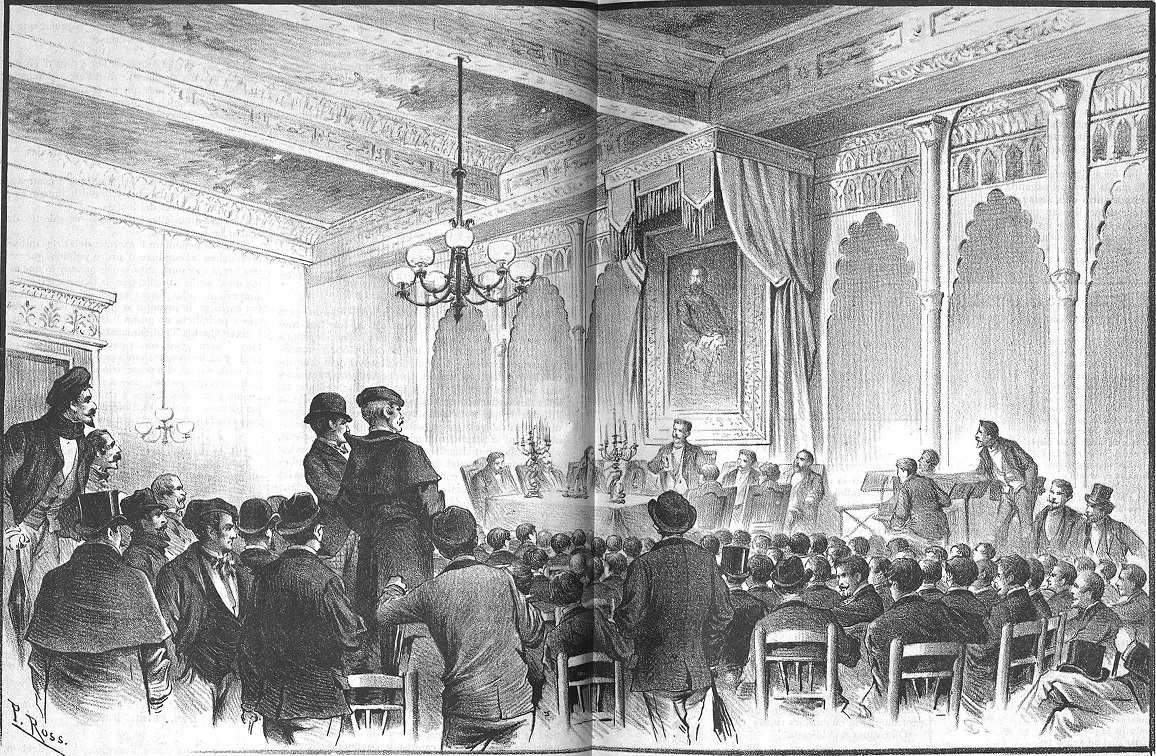
Velada en honor al marqués de Cerralbo en Barcelona, de P. Ross (1890)
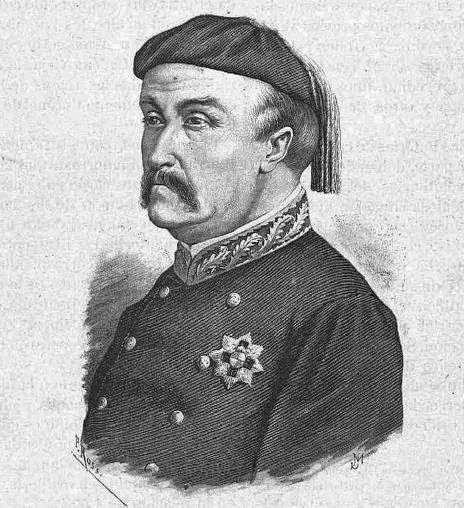
Nicolás Ollo, de P. Ross
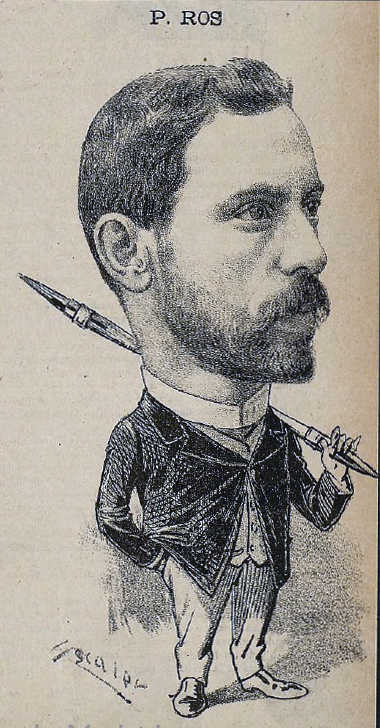
«P. Ros», caricatura de Escaler (1889)